# 大阪プール
大阪プール（おおさかプール）は、大阪市港区の八幡屋公園にある大阪市立の水泳・アイススケート場である。

## 沿革
大阪プールは長らく北区の扇町公園内にあったが、施設の老朽化と1997年国民体育大会・なみはや国体の開催に備えて施設の拡充を行うため、1996年にインテックス大阪の完成で更地となっていた大阪国際見本市港会場跡地（現：八幡屋公園）へ移転した（併設の扇町プールは扇町公園に現存）。
大阪市中央体育館も同時期に、八幡屋交通公園（現：八幡屋公園の一部）へ移転している。
公式マスコットは「おさプー」。
2018年3月1日より5年間の契約で大阪市に本社を置く電子材料メーカーの丸善インテックが命名権を取得し、『丸善インテック大阪プール』という呼称が付与されている。しかし同社が2022年7月1日にAsueに社名変更したことで市は23年7月1日をもってAsue大阪プールに変更。

## 施設概要
- メインプール（日本水泳連盟公認50m(長水路）プール 約3500人収容）
- 飛び込みプール（日本水泳連盟公認）
- サブプール（日本水泳連盟公認25m=短水路プール）
※なおメインプール・飛び込みプールは夏季=5-9月のみで、冬季=11月-3月は日本スケート連盟公認のスケートリンクとして使われる。サブプールは通年営業中。

## 交通アクセス
- Osaka Metro中央線朝潮橋駅2-B号出口下車

## 旧：大阪プールについて

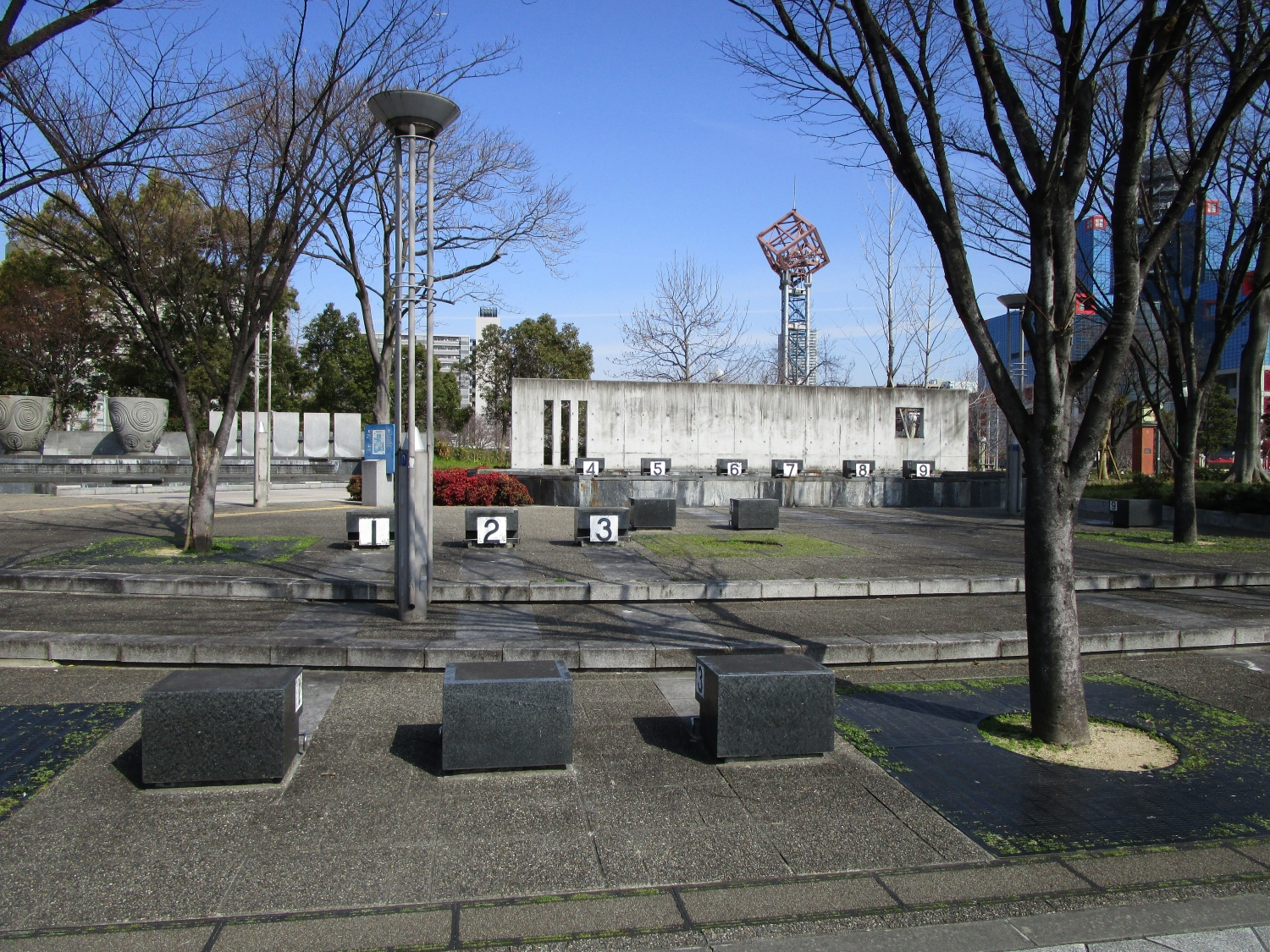
旧大阪プールのスタート台

扇町公園にあった旧：大阪プールは1950年に、日米国際水泳選手権の開催のため、5か月の突貫工事によって建設された。開場記念として、水泳の日米豪国際選手権が開催されている。
屋外でナイター照明も設置されており、U字型の巨大な観客席（約2万5千人）を備えていた。かつてギネスブックに「最も観客収容数の多いプール」として13,614人の観客を収容できると認定されていたことがある。スタート台に背泳用の握り手を設置したのは日本で当プールが最初であった。
旧大阪プールでは国際的な水泳大会をはじめとして、プロレスなどの各種のスポーツイベントが開催され、浪速のスポーツのメッカと謳われた。後述の力道山vsルー・テーズ戦の報道や紹介で記述される『大阪扇町プール』とは、扇町公園に存在したこの旧大阪プールのことを指す。
現在の扇町公園には旧大阪プールを偲んで、プールで使用されていた競泳スタート台がモニュメントとして設置されている。

### 旧：大阪プールで開催されたイベント

#### ボクシング
- 1959年11月5日 世界フライ級選手権試合 (15R) パスカル・ペレス（ アルゼンチン） - 矢尾板貞雄（ 日本）

#### プロレス
- 1957年10月13日 NWA世界ヘビー級選手権試合（61分3本勝負） ルー・テーズ（ アメリカ合衆国） - 力道山光浩（ 日本）

#### バレーボール
- 1952年 第1回全日本都市対抗バレーボール優勝大会

### 映画ロケ地
- 「海の若大将」（1965年、東宝）の最後の競泳大会の場面を、旧：大阪プールにて撮影した。

### 楽団の練習場
大阪フィルハーモニー交響楽団は自前の練習場がなく、大阪プール内に練習場を設けていた。ただ、練習場とは名ばかりで荷物置き場を改造しただけのスペースに過ぎなかった。1991年7月に西成区岸里の南海天下茶屋車庫跡地に「大阪フィルハーモニー会館」が完成するまで使用していた。